# Domenico Alberti
Domenico Alberti, född omkring 1710 i Venedig , död 14 oktober 1746 i Rom, var en italiensk kompositör och pianist.

## Biografi
Alberti studerade musik under Antonio Lotti. Han skrev operor, sånger och sonater för klaverinstrument, som han är mest känd för i dag. Dessa sonater använder ofta en viss typ av ett brutet ackord som ackompanjemang i den vänstra handen som nu är känd som Albertibas. Den består av regelbundna brutna ackord, med den lägsta tonen först ljudande, den högsta, sedan mitten och den högsta igen. Detta mönster upprepas. Idag betraktas Alberti som en mindre betydande kompositör, och hans verk spelas eller inspelas endast oregelbundet. Albertibas används dock av många senare kompositörer, och den blev ett viktigt inslag i mycket klavermusik under den klassiska musikeran.
Under sin livstid var Alberti även känd som sångare, ofta ackompanjerad av honom själv på cembalo. År 1736 tjänstgjorde han som page för Pietro Andrea Cappello, den venetianska ambassadören i Spanien. Vid det spanska hovet hörde den berömde kastratsångaren Farinelli honom sjunga och sades ha blivit imponerad, även om han såg Alberti som en amatör.
Albertis mest kända stycken är hans klaversonater, men även de är mycket sällan spelade. Man tror att han skrev omkring 36 sonater, varav 14 är bevarade. De har alla två satser, var och en i binär form. Det är troligt att Mozarts första violinsonater, som han skrev vid sju års ålder, bygger på Albertis arbete.